# Margareta i Kumla
Margareta i Kumla («Margareta de Kumla»), también conocida como la Sibila de Kumla («Profetisa de Kumla»), o Kumlapigan («Doncella de Kumla»), (muerta después de 1628), fue una visionaria sueca, que afirmó estar poseída. Ella se convirtió en el objetivo de las peregrinaciones al afirmar ser el canal de las palabras de los ángeles.

## Vida
Margareta era hija de Johannes Laurentii, el vicario de Kumla desde 1619. En 1626, Margareta, ya en su adolescencia, afirmó tener una visión de un pájaro blanco y un hombre negro. El hombre negro trató de convencerla de que abandonara sus creencias. Al mismo tiempo, la vicaría y la iglesia de Kumla experimentaron el fenómeno del poltergeist.
El 30 de octubre de 1626 Margareta pronunció una blasfemia e invocó a Satanás. Después, afirmó que había recibido la visita de siete demonios de alto rango. El 22 de octubre afirmó haber sido visitada por tres ángeles con velas encendidas, entre ellos el Arcángel Miguel. Después de esto, estuvo inconsciente durante 24 horas. Cuando despertó, afirmó que los ángeles y los demonios habían luchado por su alma y que había visto la «Gloria del Señor». Entre el 9 de diciembre de 1626 y el 3 de enero de 1627, afirmó haber sido visitada por una letanía de ángeles. Declaró que ahora se había convertido en el canal de los ángeles, y que lo que dijo a partir de entonces fueron sus palabras a través de ella. Margareta predijo ahora que la guerra sería interrumpida por un milagro en Polonia. Tuvo visiones sobre el Sol y las estrellas. También dio instrucciones sobre la ropa: condenó el uso de verdugados, lechuguilla (indumentaria) para los vicarios, una serie de diferentes colores, y promovió el almidón blanco antes que el azul, refiriéndose a las opiniones de Dios: en la cuestión del almidón, por ejemplo, explicó que el almidón azul era el vómito de Satanás, mientras que el blanco era agradable al Señor.
Las visiones de Margareta la hicieron famosa en todo el país. Se la llamó la profetisa de Kumla, y atrajo peregrinaciones de todo el país a la vicaría de Kumla, entre ellos también al clero. En la vicaría, los peregrinos supuestamente fueron testigos de mantas ardiendo con fuego y pudieron oír gritos y coros desde el cielo, todos afectados por el poltergeist y las visiones de Margareta. Un incidente notable fue cuando Margareta supuestamente realizó un milagro cuando según los informes curó a un niño de la sordera, afirmando que fue el ángel Gabriel quien curó al niño a través de ella. Finalmente, Margareta declaró que los ángeles habían prometido dictarle una carta a través de ella, que sería entregada al rey Gustavo II Adolfo de Suecia por su padre.
En este punto, al obispo Laurentius Paulinus Gothus se le encargó investigar sobre el asunto. El principal objeto de las actividades de Margareta por parte de las autoridades no eran sus revelaciones o sus mensajes, ya que los temas de su predicación no eran en realidad controvertidos y en efecto eran aceptables para la iglesia: el problema era el hecho de que ella predicaba en absoluto, debido a su género. El 10 de febrero de 1628, el rey Gustavo II Adolfo de Suecia ordenó que se pusiera fin a su «necedad y locura»: todas las peregrinaciones a ella debían interrumpirse bajo amenaza de prisión y la propia Margareta debía ser encarcelada si no interrumpía sus discursos. Esta orden puso fin al asunto: las peregrinaciones a Kumla se detuvieron, y Margareta aparentemente ya no predicaba. No se sabe nada más de cómo terminó el asunto. Sin embargo, en 1629, su padre informó formalmente al obispo que el diablo había atormentado a su parroquia así como a su propia hija, y en una reunión de la iglesia en 1630, el caso de Margareta i Kumla se describe como un caso de posesión demoníaca. Por lo tanto, es probable que la iglesia le practicara un exorcismo.

## Consecuencias
Las visiones de Margareta i Kumla fueron famosas en Suecia en el siglo XVII. Sus visiones y supuestos encuentros con demonios y ángeles fueron descritos por el obispo Laurentius Paulinus Gothus en una reunión del clero sueco en 1629, y publicados en 1642.